# Alto Taquari
Alto Taquari è un comune del Brasile nello Stato del Mato Grosso, parte della mesoregione del Sudeste Mato-Grossense e della microregione di Alto Araguaia.